# Interlands Paraguayaans voetbalelftal 2000-2009
Deze pagina toont een gedetailleerd overzicht van de interlands die het Paraguayaans voetbalelftal speelt en heeft gespeeld in de periode 2000 – 2009.

## Interlands

### 2000
|                                                        |                  |       |                          |                                                                                                |
| 13 februari Vriendschappelijk № 481 «onderlinge duels» | Paraguay         | 1 – 1 | Hongarije                | Estadio Defensores del Chaco, Asunción Toeschouwers: 2.886 Scheidsrechter: Ubaldo Aquino (PAR) |
| 13 februari Vriendschappelijk № 481 «onderlinge duels» | Richart Báez 27' |       | 5' (pen.) József Kiprich | Estadio Defensores del Chaco, Asunción Toeschouwers: 2.886 Scheidsrechter: Ubaldo Aquino (PAR) |

|                                                             |                                                 |       |          |                                                                                    |
| 29 maart WK-kwalificatie № 482 «onderlinge duels» 21:30 uur | Peru                                            | 2 – 0 | Paraguay | Estadio Nacional, Lima Toeschouwers: 45.042 Scheidsrechter: Horacio Elizondo (ARG) |
| 29 maart WK-kwalificatie № 482 «onderlinge duels» 21:30 uur | Nolberto Solano 55' (pen.) Roberto Palacios 60' |       |          | Estadio Nacional, Lima Toeschouwers: 45.042 Scheidsrechter: Horacio Elizondo (ARG) |

|                                                   |                 |       |         |                                                                                                 |
| 26 april WK-kwalificatie № 483 «onderlinge duels» | Paraguay        | 1 – 0 | Uruguay | Estadio Defensores del Chaco, Asunción Toeschouwers: 18.350 Scheidsrechter: Ángel Sánchez (ARG) |
| 26 april WK-kwalificatie № 483 «onderlinge duels» | Celso Ayala 35' |       |         | Estadio Defensores del Chaco, Asunción Toeschouwers: 18.350 Scheidsrechter: Ángel Sánchez (ARG) |

|                                                 |                                                      |       |                    | |
| 3 juni WK-kwalificatie № 484 «onderlinge duels» | Paraguay                                             | 3 – 1 | Ecuador            | Estadio Defensores del Chaco, Asunción Toeschouwers: 22.000 Scheidsrechter: Gustavo Gallesio (URU) |
| 3 juni WK-kwalificatie № 484 «onderlinge duels» | Delio Toledo 11' Hugo Brizuela 43' Hugo Brizuela 64' |       | 87' Ariel Graziani | Estadio Defensores del Chaco, Asunción Toeschouwers: 22.000 Scheidsrechter: Gustavo Gallesio (URU) |

|                                                   |           |       |          |                                                                                          |
| 9 juni Vriendschappelijk № 485 «onderlinge duels» | Australië | 0 – 0 | Paraguay | Sydney Football Stadium, Sydney Toeschouwers: 9.000 Scheidsrechter: Simon Micallef (AUS) |
| 9 juni Vriendschappelijk № 485 «onderlinge duels» |           |       |          | Sydney Football Stadium, Sydney Toeschouwers: 9.000 Scheidsrechter: Simon Micallef (AUS) |

|                                                    |           |       |          |                                                                                 |
| 12 juni Vriendschappelijk № 486 «onderlinge duels» | Australië | 0 – 0 | Paraguay | Suncorp Stadium, Brisbane Toeschouwers: 4.500 Scheidsrechter: Mark Shield (AUS) |
| 12 juni Vriendschappelijk № 486 «onderlinge duels» |           |       |          | Suncorp Stadium, Brisbane Toeschouwers: 4.500 Scheidsrechter: Mark Shield (AUS) |

|                                                    |                                    |       |                    |                                                                                       |
| 15 juni Vriendschappelijk № 487 «onderlinge duels» | Australië                          | 2 – 1 | Paraguay           | Docklands Stadium, Melbourne Toeschouwers: 7.500 Scheidsrechter: Gerry Connolly (AUS) |
| 15 juni Vriendschappelijk № 487 «onderlinge duels» | Craig Foster 47' David Zdrilic 53' |       | 58' Miguel Caceres | Docklands Stadium, Melbourne Toeschouwers: 7.500 Scheidsrechter: Gerry Connolly (AUS) |

|                                                    |                    |       |            | |
| 21 juni Vriendschappelijk № 488 «onderlinge duels» | Paraguay           | 1 – 0 | Costa Rica | Estadio Antonio Sarubbi, Ciudad del Este Toeschouwers: 7.500 Scheidsrechter: Roberto Troxler (PAR) |
| 21 juni Vriendschappelijk № 488 «onderlinge duels» | Carlos Paredes 51' |       |            | Estadio Antonio Sarubbi, Ciudad del Este Toeschouwers: 7.500 Scheidsrechter: Roberto Troxler (PAR) |

|                                                  |                                                                    |       |                  |                                                                                      |
| 29 juni WK-kwalificatie № 489 «onderlinge duels» | Chili                                                              | 3 – 1 | Paraguay         | Estadio Nacional, Santiago Toeschouwers: 60.000 Scheidsrechter: Claudio Martin (ARG) |
| 29 juni WK-kwalificatie № 489 «onderlinge duels» | Denis Caniza 18' (e.d.) Marcelo Salas 35' Iván Zamorano 78' (pen.) |       | 71' José Cardozo | Estadio Nacional, Santiago Toeschouwers: 60.000 Scheidsrechter: Claudio Martin (ARG) |

|                                                  |                                         |       |             |                                                                                                   |
| 18 juli WK-kwalificatie № 490 «onderlinge duels» | Paraguay                                | 2 – 1 | Brazilië    | Estadio Defensores del Chaco, Asunción Toeschouwers: 40.000 Scheidsrechter: Jorge Larrionda (URU) |
| 18 juli WK-kwalificatie № 490 «onderlinge duels» | Carlos Paredes 9' Jorge Luis Campos 84' |       | 75' Rivaldo | Estadio Defensores del Chaco, Asunción Toeschouwers: 40.000 Scheidsrechter: Jorge Larrionda (URU) |

|                                                  |         |       |          |                                                                                           |
| 27 juli WK-kwalificatie № 491 «onderlinge duels» | Bolivia | 0 – 0 | Paraguay | Estadio Hernando Siles, La Paz Toeschouwers: 39.142 Scheidsrechter: Luciano Almeida (BRA) |
| 27 juli WK-kwalificatie № 491 «onderlinge duels» |         |       |          | Estadio Hernando Siles, La Paz Toeschouwers: 39.142 Scheidsrechter: Luciano Almeida (BRA) |

|                                                      |                 |       |                   |                                                                                             |
| 16 augustus WK-kwalificatie № 492 «onderlinge duels» | Argentinië      | 1 – 1 | Paraguay          | Estadio Monumental, Buenos Aires Toeschouwers: 46.596 Scheidsrechter: Antonio Pereira (BRA) |
| 16 augustus WK-kwalificatie № 492 «onderlinge duels» | Pablo Aimar 66' |       | 60' Roberto Acuña | Estadio Monumental, Buenos Aires Toeschouwers: 46.596 Scheidsrechter: Antonio Pereira (BRA) |

|                                                                |                                                          |       |           |                                                                                                 |
| 2 september WK-kwalificatie № 493 «onderlinge duels» 18:00 uur | Paraguay                                                 | 3 – 0 | Venezuela | Estadio Defensores del Chaco, Asunción Toeschouwers: 40.000 Scheidsrechter: Juan Paniagua (BOL) |
| 2 september WK-kwalificatie № 493 «onderlinge duels» 18:00 uur | Gabriel González 30' José Cardozo 34' Carlos Paredes 43' |       |           | Estadio Defensores del Chaco, Asunción Toeschouwers: 40.000 Scheidsrechter: Juan Paniagua (BOL) |

|                                                    |          |                                             |          |                                                                                       |
| 7 oktober WK-kwalificatie № 494 «onderlinge duels» | Colombia | 0 – 2                                       | Paraguay | Estadio El Campín, Bogotá Toeschouwers: 42.330 Scheidsrechter: Horacio Elizondo (ARG) |
| 7 oktober WK-kwalificatie № 494 «onderlinge duels» |          | 3' Roque Santa Cruz 90' José Luis Chilavert |          | Estadio El Campín, Bogotá Toeschouwers: 42.330 Scheidsrechter: Horacio Elizondo (ARG) |

|                                                                | |       |                  |                                                                                                  |
| 15 november WK-kwalificatie № 431 «onderlinge duels» 19:45 uur | Paraguay | 5 – 1 | Peru             | Estadio Defensores del Chaco, Asunción Toeschouwers: 30.000 Scheidsrechter: Daniel Giménez (ARG) |
| 15 november WK-kwalificatie № 431 «onderlinge duels» 19:45 uur | Roque Santa Cruz 15' José del Solar 25' (e.d.) José Cardozo 45' Carlos Paredes 65' José Luis Chilavert 83' (pen.) |       | 76' Pedro García | Estadio Defensores del Chaco, Asunción Toeschouwers: 30.000 Scheidsrechter: Daniel Giménez (ARG) |

### 2001
|                                                       |                |       |                      |                                                                                        |
| 27 januari Vriendschappelijk № 496 «onderlinge duels» | Zuid-Korea     | 1 – 1 | Paraguay             | Hong Kong Stadium, Hongkong Toeschouwers: 30.000 Scheidsrechter: Masayoshi Okada (JPN) |
| 27 januari Vriendschappelijk № 496 «onderlinge duels» | Ko Jong-Su 56' |       | 68' Gustavo Morinigo | Hong Kong Stadium, Hongkong Toeschouwers: 30.000 Scheidsrechter: Masayoshi Okada (JPN) |

|                                                   |         |                     |          |                                                                                              |
| 28 maart WK-kwalificatie № 497 «onderlinge duels» | Uruguay | 0 – 1               | Paraguay | Estadio Centenario, Montevideo Toeschouwers: 48.637 Scheidsrechter: José García Aranda (ESP) |
| 28 maart WK-kwalificatie № 497 «onderlinge duels» |         | 64' Guido Alvarenga |          | Estadio Centenario, Montevideo Toeschouwers: 48.637 Scheidsrechter: José García Aranda (ESP) |

|                                                             |                                         |       |                  |                                                                                            |
| 24 april WK-kwalificatie № 498 «onderlinge duels» 16:00 uur | Ecuador                                 | 2 – 1 | Paraguay         | Estadio Olimpico Atahualpa, Quito Toeschouwers: 30.145 Scheidsrechter: Ángel Sánchez (ARG) |
| 24 april WK-kwalificatie № 498 «onderlinge duels» 16:00 uur | Agustín Delgado 45' Agustín Delgado 53' |       | 27' José Cardozo | Estadio Olimpico Atahualpa, Quito Toeschouwers: 30.145 Scheidsrechter: Ángel Sánchez (ARG) |

|                                                 |                    |       |       |                                                                                                   |
| 2 juni WK-kwalificatie № 499 «onderlinge duels» | Paraguay           | 1 – 0 | Chili | Estadio Defensores del Chaco, Asunción Toeschouwers: 35.000 Scheidsrechter: Rodrigo Badilla (CRC) |
| 2 juni WK-kwalificatie № 499 «onderlinge duels» | Carlos Paredes 90' |       |       | Estadio Defensores del Chaco, Asunción Toeschouwers: 35.000 Scheidsrechter: Rodrigo Badilla (CRC) |

|                                                 |                                               |       |             |                                                                                            |
| 28 juni Kirin Cup 2001 № 500 «onderlinge duels» | Paraguay                                      | 2 – 0 | Joegoslavië | Yoyogi Nationaal Stadion, Tokio Toeschouwers: 21.213 Scheidsrechter: Masayochi Okada (JPN) |
| 28 juni Kirin Cup 2001 № 500 «onderlinge duels» | Juan Daniel Cáceres 39' Virgilio Ferreira 83' |       |             | Yoyogi Nationaal Stadion, Tokio Toeschouwers: 21.213 Scheidsrechter: Masayochi Okada (JPN) |

|                                           |                                               |       |          |                                                                                    |
| 1 juli Kirin Cup № 501 «onderlinge duels» | Japan                                         | 2 – 0 | Paraguay | Sapporo Dome, Sapporo Toeschouwers: 39.073 Scheidsrechter: Panya Hanlumyaung (THA) |
| 1 juli Kirin Cup № 501 «onderlinge duels» | Atsushi Yanagisawa 16' Atsushi Yanagisawa 50' |       |          | Sapporo Dome, Sapporo Toeschouwers: 39.073 Scheidsrechter: Panya Hanlumyaung (THA) |

| Copa América |
| ------------ |

|                                                                 |                                                      |       |                                                              |                                                                                         |
| 12 juli Copa América Groep B № 502 «onderlinge duels» 17:30 uur | Peru                                                 | 3 – 3 | Paraguay                                                     | Estadio Pascual Guerrero, Cali Toeschouwers: 35.000 Scheidsrechter: Ángel Sánchez (ARG) |
| 12 juli Copa América Groep B № 502 «onderlinge duels» 17:30 uur | Abel Lobatón 16' Juan Pajuelo 57' José del Solar 72' |       | 23' Virgilio Ferreira 64' Virgilio Ferreira 90' Silvio Garay | Estadio Pascual Guerrero, Cali Toeschouwers: 35.000 Scheidsrechter: Ángel Sánchez (ARG) |

|                                                                 |        |       |          |                                                                                          |
| 15 juli Copa América Groep B № 503 «onderlinge duels» 18:15 uur | Mexico | 0 – 0 | Paraguay | Estadio Pascual Guerrero, Cali Toeschouwers: 40.000 Scheidsrechter: Roger Zambrano (ECU) |
| 15 juli Copa América Groep B № 503 «onderlinge duels» 18:15 uur |        |       |          | Estadio Pascual Guerrero, Cali Toeschouwers: 40.000 Scheidsrechter: Roger Zambrano (ECU) |

|                                                                 |                                    |       |                            |                                                                                         |
| 18 juli Copa América Groep B № 504 «onderlinge duels» 19:45 uur | Brazilië                           | 3 – 1 | Paraguay                   | Estadio Pascual Guerrero, Cali Toeschouwers: 40.000 Scheidsrechter: Ángel Sánchez (ARG) |
| 18 juli Copa América Groep B № 504 «onderlinge duels» 19:45 uur | Alex 60' Belletti 89' Denilson 90' |       | 11' (pen.) Guido Alvarenga | Estadio Pascual Guerrero, Cali Toeschouwers: 40.000 Scheidsrechter: Ángel Sánchez (ARG) |

|  |  |  |  |  |  |  |  |  |

|                                                      |                           |       |          |                                                                                         |
| 16 augustus WK-kwalificatie № 505 «onderlinge duels» | Brazilië                  | 2 – 0 | Paraguay | Estádio Beira-Rio, Porto Alegre Toeschouwers: 48.000 Scheidsrechter: Hellmut Krug (GER) |
| 16 augustus WK-kwalificatie № 505 «onderlinge duels» | Marcelinho 4' Rivaldo 69' |       |          | Estádio Beira-Rio, Porto Alegre Toeschouwers: 48.000 Scheidsrechter: Hellmut Krug (GER) |

|                                                                |                                                                                                   |       |               |                                                                                                  |
| 5 september WK-kwalificatie № 506 «onderlinge duels» 19:00 uur | Paraguay                                                                                          | 5 – 1 | Bolivia       | Estadio Defensores del Chaco, Asunción Toeschouwers: 25.000 Scheidsrechter: Luis Solórzano (VEN) |
| 5 september WK-kwalificatie № 506 «onderlinge duels» 19:00 uur | Carlos Paredes 33' José Cardozo 45' José Luis Chilavert 50' Roque Santa Cruz 69' José Cardozo 89' |       | 15' Líder Paz | Estadio Defensores del Chaco, Asunción Toeschouwers: 25.000 Scheidsrechter: Luis Solórzano (VEN) |

|                                                    |                                                     |       |                                               | |
| 7 oktober WK-kwalificatie № 507 «onderlinge duels» | Paraguay                                            | 2 – 2 | Argentinië                                    | Estadio Defensores del Chaco, Asunción Toeschouwers: 45.000 Scheidsrechter: Gilberto Hidalgo (PER) |
| 7 oktober WK-kwalificatie № 507 «onderlinge duels» | José Luis Chilavert 51' (pen.) Gustavo Morínigo 70' |       | 66' Mauricio Pochettino 73' Gabriel Batistuta | Estadio Defensores del Chaco, Asunción Toeschouwers: 45.000 Scheidsrechter: Gilberto Hidalgo (PER) |

|                                                               |                                                         |       |                           |                                                                                                 |
| 8 november WK-kwalificatie № 508 «onderlinge duels» 19:00 uur | Venezuela                                               | 3 – 1 | Paraguay                  | Estadio Pueblo Nuevo, San Cristobál Toeschouwers: 22.500 Scheidsrechter: Horacio Elizondo (ARG) |
| 8 november WK-kwalificatie № 508 «onderlinge duels» 19:00 uur | Ruberth Morán 2' Daniel Noriega 22' Héctor González 40' |       | 28' (pen.) Francisco Arce | Estadio Pueblo Nuevo, San Cristobál Toeschouwers: 22.500 Scheidsrechter: Horacio Elizondo (ARG) |

|                                                      |          |                                                                                                 |          |                                                                                               |
| 14 november WK-kwalificatie № 509 «onderlinge duels» | Paraguay | 0 – 4                                                                                           | Colombia | Estadio Defensores del Chaco, Asunción Toeschouwers: 23.000 Scheidsrechter: Graham Poll (ENG) |
| 14 november WK-kwalificatie № 509 «onderlinge duels» |          | 24' Víctor Aristizábal 32' (pen.) Víctor Aristizábal 60' Víctor Aristizábal 81' Rafael Castillo |          | Estadio Defensores del Chaco, Asunción Toeschouwers: 23.000 Scheidsrechter: Graham Poll (ENG) |

### 2002
|                                                        |                                          |       |                                        |                                                                                                   |
| 13 februari Vriendschappelijk № 510 «onderlinge duels» | Paraguay                                 | 2 – 2 | Bolivia                                | Estadio Antonio Sarubbi, Ciudad del Este Toeschouwers: 22.000 Scheidsrechter: Ubaldo Aquino (PAR) |
| 13 februari Vriendschappelijk № 510 «onderlinge duels» | José Cardozo 3' Estanislao Struway 90+2' |       | 44' Percy Colque 45' Augusto Andaveris | Estadio Antonio Sarubbi, Ciudad del Este Toeschouwers: 22.000 Scheidsrechter: Ubaldo Aquino (PAR) |

|                                                     |                             |       |                    |                                                                             |
| 26 maart Vriendschappelijk № 511 «onderlinge duels» | Nigeria                     | 1 – 1 | Paraguay           | Loftus Road, Londen Toeschouwers: 6.280 Scheidsrechter: Steve Bennett (ENG) |
| 26 maart Vriendschappelijk № 511 «onderlinge duels» | Augustine Okocha 83' (pen.) |       | 20' Carlos Gamarra | Loftus Road, Londen Toeschouwers: 6.280 Scheidsrechter: Steve Bennett (ENG) |

|                                                     |                                                                            |       |          |                                                                                     |
| 17 april Vriendschappelijk № 512 «onderlinge duels» | Engeland                                                                   | 4 – 0 | Paraguay | Anfield Road, Liverpool Toeschouwers: 42.713 Scheidsrechter: Cosimo Bolognino (ITA) |
| 17 april Vriendschappelijk № 512 «onderlinge duels» | Michael Owen 4' Danny Murphy 47' Darius Vassell 55' Celso Ayala 81' (e.d.) |       |          | Anfield Road, Liverpool Toeschouwers: 42.713 Scheidsrechter: Cosimo Bolognino (ITA) |

|                                                   |                       |       |                                         |                                                                                        |
| 17 mei Vriendschappelijk № 513 «onderlinge duels» | Zweden                | 1 – 2 | Paraguay                                | Råsunda Fotbollstadion, Solna Toeschouwers: 33.103 Scheidsrechter: Manuel Mejuto (ESP) |
| 17 mei Vriendschappelijk № 513 «onderlinge duels» | Andreas Andersson 54' |       | 17' Roque Santa Cruz 44' Carlos Paredes | Råsunda Fotbollstadion, Solna Toeschouwers: 33.103 Scheidsrechter: Manuel Mejuto (ESP) |

| WK voetbal 2002 |
| --------------- |

|                                                                        |                                         |           |                                                 |                                                                                        |
| 2 juni WK-eindronde Groep B № 514 «onderlinge duels» 16:30 uur (UTC+9) | Paraguay                                | 2 – 2     | Zuid-Afrika                                     | Busan Asiad Mainstadion, Busan Toeschouwers: 25.186 Scheidsrechter: Ľuboš Micheľ (SVK) |
| 2 juni WK-eindronde Groep B № 514 «onderlinge duels» 16:30 uur (UTC+9) | Roque Santa Cruz 39' Francisco Arce 55' | (details) | 63' Teboho Mokoena 90+1' (pen.) Quinton Fortune | Busan Asiad Mainstadion, Busan Toeschouwers: 25.186 Scheidsrechter: Ľuboš Micheľ (SVK) |

|                                                                        |                                                                          |           |                         |                                                                                           |
| 7 juni WK-eindronde Groep B № 515 «onderlinge duels» 18:00 uur (UTC+9) | Spanje                                                                   | 3 – 1     | Paraguay                | Jeonju World Cupstadion, Jeonju Toeschouwers: 24.000 Scheidsrechter: Gamal Ghandour (EGY) |
| 7 juni WK-eindronde Groep B № 515 «onderlinge duels» 18:00 uur (UTC+9) | Fernando Morientes 53' Fernando Morientes 69' Fernando Hierro 83' (pen.) | (details) | 10' (e.d.) Carles Puyol | Jeonju World Cupstadion, Jeonju Toeschouwers: 24.000 Scheidsrechter: Gamal Ghandour (EGY) |

|                                                                 |                        |           |                                                           |                                                                                          |
| 12 juni WK-eindronde Groep B № 516 «onderlinge duels» 20:30 uur | Slovenië               | 1 – 3     | Paraguay                                                  | Jeju World Cup Stadion, Seogwipo Toeschouwers: 30.176 Scheidsrechter: Felipe Ramos (MEX) |
| 12 juni WK-eindronde Groep B № 516 «onderlinge duels» 20:30 uur | Milenko Ačimovič 45+1' | (details) | 65' Nelson Cuevas 73' Jorge Luis Campos 84' Nelson Cuevas | Jeju World Cup Stadion, Seogwipo Toeschouwers: 30.176 Scheidsrechter: Felipe Ramos (MEX) |

|                                                                                 |                     |       |          |                                                                                           |
| 15 juni WK-eindronde Achtste finales № 517 «onderlinge duels» 15:30 uur (UTC+9) | Duitsland           | 1 – 0 | Paraguay | Jeju World Cup Stadion, Seogwipo Toeschouwers: 25.176 Scheidsrechter: Carlos Batres (GUA) |
| 15 juni WK-eindronde Achtste finales № 517 «onderlinge duels» 15:30 uur (UTC+9) | Oliver Neuville 88' |       |          | Jeju World Cup Stadion, Seogwipo Toeschouwers: 25.176 Scheidsrechter: Carlos Batres (GUA) |

|  |  |  |  |  |  |  |  |  |

|                                                        |          |                   |          |                                                                           |
| 21 augustus Vriendschappelijk № 518 «onderlinge duels» | Brazilië | 0 – 1             | Paraguay | Castelão, Fortaleza Toeschouwers: 30.000 Scheidsrechter: Óscar Ruiz (COL) |
| 21 augustus Vriendschappelijk № 518 «onderlinge duels» |          | 28' Nelson Cuevas |          | Castelão, Fortaleza Toeschouwers: 30.000 Scheidsrechter: Óscar Ruiz (COL) |

|                                              |                           |       |             |                                                                        |
| 17 september LG Cup № 519 «onderlinge duels» | Paraguay                  | 2 – 0 | Zuid-Afrika | Takhti Stadion, Tabriz Toeschouwers: onbekend Scheidsrechter: onbekend |
| 17 september LG Cup № 519 «onderlinge duels» | Doelpuntenmakers onbekend |       |             | Takhti Stadion, Tabriz Toeschouwers: onbekend Scheidsrechter: onbekend |

|                                              |              |       |                    |                                                                               |
| 19 september LG Cup № 520 «onderlinge duels» | Iran         | 1 – 1 | Paraguay           | Takhti Stadion, Tabriz Toeschouwers: 25.000 Scheidsrechter: Saad Kameel (KUW) |
| 19 september LG Cup № 520 «onderlinge duels» | Ali Daei 41' |       | 35' Freddy Bareiro | Takhti Stadion, Tabriz Toeschouwers: 25.000 Scheidsrechter: Saad Kameel (KUW) |

|                                                       |        |       |          | |
| 16 oktober Vriendschappelijk № 521 «onderlinge duels» | Spanje | 0 – 0 | Paraguay | Estadio Municipal Las Gaunas, Logroño Toeschouwers: 15.000 Scheidsrechter: Olegário Benquerença (POR) |
| 16 oktober Vriendschappelijk № 521 «onderlinge duels» |        |       |          | Estadio Municipal Las Gaunas, Logroño Toeschouwers: 15.000 Scheidsrechter: Olegário Benquerença (POR) |

### 2003
|                                                     |                      |       |                  |                                                                                        |
| 26 maart Vriendschappelijk № 522 «onderlinge duels» | Mexico               | 1 – 1 | Paraguay         | Qualcomm Stadium, San Diego Toeschouwers: 35.000 Scheidsrechter: Michael Kennedy (USA) |
| 26 maart Vriendschappelijk № 522 «onderlinge duels» | Cristian Patiñot 72' |       | 74' José Cardozo | Qualcomm Stadium, San Diego Toeschouwers: 35.000 Scheidsrechter: Michael Kennedy (USA) |

|                                                     |                                  |       |                         |                                                                                                   |
| 29 maart Vriendschappelijk № 523 «onderlinge duels» | Costa Rica                       | 2 – 1 | Paraguay                | Estadio Alejandro Morera Soto, Alajuela Toeschouwers: 17.000 Scheidsrechter: Walter Quesada (CRC) |
| 29 maart Vriendschappelijk № 523 «onderlinge duels» | Winston Parks 36' Try Benett 89' |       | 53' Julio César Cáceres | Estadio Alejandro Morera Soto, Alajuela Toeschouwers: 17.000 Scheidsrechter: Walter Quesada (CRC) |

|                                                    |                          |       |                     |                                                                                        |
| 2 april Vriendschappelijk № 524 «onderlinge duels» | Honduras                 | 1 – 1 | Paraguay            | Estadio Nacional, Tegucigalpa Toeschouwers: 15.000 Scheidsrechter: Carlos Batres (GUA) |
| 2 april Vriendschappelijk № 524 «onderlinge duels» | Amado Guevara 10' (pen.) |       | 57' Víctor Quintana | Estadio Nacional, Tegucigalpa Toeschouwers: 15.000 Scheidsrechter: Carlos Batres (GUA) |

|                                                     |      |                     |          |                                                                                      |
| 30 april Vriendschappelijk № 525 «onderlinge duels» | Peru | 0 – 1               | Paraguay | Estadio Monumental "U", Lima Toeschouwers: 11.000 Scheidsrechter: Carlos López (COL) |
| 30 april Vriendschappelijk № 525 «onderlinge duels» |      | 73' Guido Alvarenga |          | Estadio Monumental "U", Lima Toeschouwers: 11.000 Scheidsrechter: Carlos López (COL) |

|                                                   |          |       |          |                                                                                          |
| 6 juni Vriendschappelijk № 526 «onderlinge duels» | Portugal | 0 – 0 | Paraguay | Estádio 1º de Maio, Braga Toeschouwers: 17.000 Scheidsrechter: Georgios Kasnaferis (GRE) |
| 6 juni Vriendschappelijk № 526 «onderlinge duels» |          |       |          | Estádio 1º de Maio, Braga Toeschouwers: 17.000 Scheidsrechter: Georgios Kasnaferis (GRE) |

|                                            |       |       |          |                                                                                |
| 11 juni Kirin Cup № 527 «onderlinge duels» | Japan | 0 – 0 | Paraguay | Saitama Stadion, Saitama Toeschouwers: 59.891 Scheidsrechter: Mike Riley (ENG) |
| 11 juni Kirin Cup № 527 «onderlinge duels» |       |       |          | Saitama Stadion, Saitama Toeschouwers: 59.891 Scheidsrechter: Mike Riley (ENG) |

|                                                   |             |                 |          |                                                                                             |
| 2 juli Vriendschappelijk № 528 «onderlinge duels» | El Salvador | 0 – 1           | Paraguay | Qualcomm Stadium, San Diego Toeschouwers: onbekend Scheidsrechter: Ricardo Valenzuela (USA) |
| 2 juli Vriendschappelijk № 528 «onderlinge duels» |             | 2' Juan Samudio |          | Qualcomm Stadium, San Diego Toeschouwers: onbekend Scheidsrechter: Ricardo Valenzuela (USA) |

|                                                   |                                       |       |          |                                                                                      |
| 6 juli Vriendschappelijk № 529 «onderlinge duels» | Verenigde Staten                      | 2 – 0 | Paraguay | Mapfre Stadium, Columbus Toeschouwers: 14.103 Scheidsrechter: Mauricio Navarro (CAN) |
| 6 juli Vriendschappelijk № 529 «onderlinge duels» | Landon Donovan 12' Earnie Stewart 90' |       |          | Mapfre Stadium, Columbus Toeschouwers: 14.103 Scheidsrechter: Mauricio Navarro (CAN) |

|                                                   |                                        |       |          |                                                                                        |
| 9 juli Vriendschappelijk № 530 «onderlinge duels» | Jamaica                                | 2 – 0 | Paraguay | Independence Park, Kingston Toeschouwers: onbekend Scheidsrechter: Godfrey Bowen (CAY) |
| 9 juli Vriendschappelijk № 530 «onderlinge duels» | Darren Byfield 13' Richard Langley 30' |       |          | Independence Park, Kingston Toeschouwers: onbekend Scheidsrechter: Godfrey Bowen (CAY) |

|                                                        |                      |       |                                         |                                                                                                   |
| 20 augustus Vriendschappelijk № 531 «onderlinge duels» | Panama               | 1 – 2 | Paraguay                                | Estadio Rommel Fernández, Panama-Stad Toeschouwers: onbekend Scheidsrechter: Greivin Porras (CRC) |
| 20 augustus Vriendschappelijk № 531 «onderlinge duels» | Juan Ramon Solis 77' |       | 7' Jorge Luis Campos 17' Carlos Gamarra | Estadio Rommel Fernández, Panama-Stad Toeschouwers: onbekend Scheidsrechter: Greivin Porras (CRC) |

|                                                                |                                                                            |       |                    |                                                                                   |
| 6 september WK-kwalificatie № 532 «onderlinge duels» 20:20 uur | Peru                                                                       | 4 – 1 | Paraguay           | Estadio Nacional, Lima Toeschouwers: 42.557 Scheidsrechter: Héctor Baldassi (ARG) |
| 6 september WK-kwalificatie № 532 «onderlinge duels» 20:20 uur | Nolberto Solano 34' Andrés Mendoza 42' Jorge Soto 83' Jefferson Farfán 90' |       | 24' Carlos Gamarra | Estadio Nacional, Lima Toeschouwers: 42.557 Scheidsrechter: Héctor Baldassi (ARG) |

|                                                       |                                                                       |       |                      |                                                                                             |
| 10 september WK-kwalificatie № 533 «onderlinge duels» | Paraguay                                                              | 4 – 1 | Uruguay              | Estadio Defensores del Chaco, Asunción Toeschouwers: 7.918 Scheidsrechter: Óscar Ruiz (COL) |
| 10 september WK-kwalificatie № 533 «onderlinge duels» | José Cardozo 27' Carlos Paredes 54' José Cardozo 58' José Cardozo 72' |       | 23' Javier Chevantón | Estadio Defensores del Chaco, Asunción Toeschouwers: 7.918 Scheidsrechter: Óscar Ruiz (COL) |

|                                                                |                                       |       |                   | |
| 15 november WK-kwalificatie № 534 «onderlinge duels» 19:20 uur | Paraguay                              | 2 – 1 | Ecuador           | Estadio Defensores del Chaco, Asunción Toeschouwers: 12.000 Scheidsrechter: Juan Carlos Paniagua (BOL) |
| 15 november WK-kwalificatie № 534 «onderlinge duels» 19:20 uur | Roque Santa Cruz 29' José Cardozo 70' |       | 58' Edison Méndez | Estadio Defensores del Chaco, Asunción Toeschouwers: 12.000 Scheidsrechter: Juan Carlos Paniagua (BOL) |

|                                                      |       |                    |          |                                                                                      |
| 18 november WK-kwalificatie № 535 «onderlinge duels» | Chili | 0 – 1              | Paraguay | Estadio Nacional, Santiago Toeschouwers: 61.923 Scheidsrechter: Gustavo Méndez (URU) |
| 18 november WK-kwalificatie № 535 «onderlinge duels» |       | 30' Carlos Paredes |          | Estadio Nacional, Santiago Toeschouwers: 61.923 Scheidsrechter: Gustavo Méndez (URU) |

### 2004
|                                                   |          |       |          |                                                                                              |
| 31 maart WK-kwalificatie № 536 «onderlinge duels» | Paraguay | 0 – 0 | Brazilië | Estadio Defensores del Chaco, Asunción Toeschouwers: 40.000 Scheidsrechter: Óscar Ruiz (COL) |
| 31 maart WK-kwalificatie № 536 «onderlinge duels» |          |       |          | Estadio Defensores del Chaco, Asunción Toeschouwers: 40.000 Scheidsrechter: Óscar Ruiz (COL) |

|                                                     |            |       |          |                                                                                  |
| 28 april Vriendschappelijk № 537 «onderlinge duels» | Zuid-Korea | 0 – 0 | Paraguay | Munhak Stadion, Incheon Toeschouwers: 26.237 Scheidsrechter: Toru Kamikawa (JPN) |
| 28 april Vriendschappelijk № 537 «onderlinge duels» |            |       |          | Munhak Stadion, Incheon Toeschouwers: 26.237 Scheidsrechter: Toru Kamikawa (JPN) |

|                                                 |                                    |       |                  |                                                                                          |
| 1 juni WK-kwalificatie № 538 «onderlinge duels» | Bolivia                            | 2 – 1 | Paraguay         | Estadio Hernando Siles, La Paz Toeschouwers: 23.013 Scheidsrechter: Márcio Rezende (BRA) |
| 1 juni WK-kwalificatie № 538 «onderlinge duels» | Luis Cristaldo 8' Roger Suárez 72' |       | 33' José Cardozo | Estadio Hernando Siles, La Paz Toeschouwers: 23.013 Scheidsrechter: Márcio Rezende (BRA) |

|                                                 |            |       |          |                                                                                          |
| 6 juni WK-kwalificatie № 539 «onderlinge duels» | Argentinië | 0 – 0 | Paraguay | Estadio Monumental, Buenos Aires Toeschouwers: 37.000 Scheidsrechter: Carlos Simon (BRA) |
| 6 juni WK-kwalificatie № 539 «onderlinge duels» |            |       |          | Estadio Monumental, Buenos Aires Toeschouwers: 37.000 Scheidsrechter: Carlos Simon (BRA) |

| Copa América |
| ------------ |

|                                                      |            |                             |          |                                                                                    |
| 8 juli Copa América Groep C № 540 «onderlinge duels» | Costa Rica | 0 – 1                       | Paraguay | Estadio Monumental, Arequipa Toeschouwers: 30.000 Scheidsrechter: Óscar Ruiz (COL) |
| 8 juli Copa América Groep C № 540 «onderlinge duels» |            | 85' (pen.) Julio Dos Santos |          | Estadio Monumental, Arequipa Toeschouwers: 30.000 Scheidsrechter: Óscar Ruiz (COL) |

|                                                       |                        |       |                       |                                                                                        |
| 11 juli Copa América Groep C № 541 «onderlinge duels» | Chili                  | 1 – 1 | Paraguay              | Estadio Monumental, Arequipa Toeschouwers: 35.000 Scheidsrechter: Gustavo Méndez (URU) |
| 11 juli Copa América Groep C № 541 «onderlinge duels» | Sebastián González 72' |       | 79' Ernesto Cristaldo | Estadio Monumental, Arequipa Toeschouwers: 35.000 Scheidsrechter: Gustavo Méndez (URU) |

|                                                                 |                  |       |                                       |                                                                                         |
| 14 juli Copa América Groep C № 542 «onderlinge duels» 20:45 uur | Brazilië         | 1 – 2 | Paraguay                              | Estadio Monumental, Arequipa Toeschouwers: 8.000 Scheidsrechter: Gilberto Hidalgo (PER) |
| 14 juli Copa América Groep C № 542 «onderlinge duels» 20:45 uur | Luis Fabiano 35' |       | 29' Julio González 71' Freddy Bareiro | Estadio Monumental, Arequipa Toeschouwers: 8.000 Scheidsrechter: Gilberto Hidalgo (PER) |

|                                                           |                    |       |                                                         |                                                                                         |
| 18 juli Copa América Kwartfinale № 543 «onderlinge duels» | Paraguay           | 1 – 3 | Uruguay                                                 | Estadio Jorge Basadre, Tacna Toeschouwers: 19.850 Scheidsrechter: Héctor Baldassi (ARG) |
| 18 juli Copa América Kwartfinale № 543 «onderlinge duels» | Carlos Gamarra 15' |       | 40' (pen.) Carlos Bueno 65' Darío Silva 88' Darío Silva | Estadio Jorge Basadre, Tacna Toeschouwers: 19.850 Scheidsrechter: Héctor Baldassi (ARG) |

|  |  |  |  |  |  |  |  |  |

|                                                                |                    |       |           |                                                                                                  |
| 5 september WK-kwalificatie № 544 «onderlinge duels» 18:20 uur | Paraguay           | 1 – 0 | Venezuela | Estadio Defensores del Chaco, Asunción Toeschouwers: 30.000 Scheidsrechter: Gustavo Méndez (URU) |
| 5 september WK-kwalificatie № 544 «onderlinge duels» 18:20 uur | Carlos Gamarra 52' |       |           | Estadio Defensores del Chaco, Asunción Toeschouwers: 30.000 Scheidsrechter: Gustavo Méndez (URU) |

|                                                              |                     |       |                   |                                                                                                 |
| 9 oktober WK-kwalificatie № 545 «onderlinge duels» 17:10 uur | Colombia            | 1 – 1 | Paraguay          | Estadio Metropolitano, Barranquilla Toeschouwers: 25.000 Scheidsrechter: Horacio Elizondo (ARG) |
| 9 oktober WK-kwalificatie № 545 «onderlinge duels» 17:10 uur | Freddy Grisales 17' |       | 77' Diego Gavilán | Estadio Metropolitano, Barranquilla Toeschouwers: 25.000 Scheidsrechter: Horacio Elizondo (ARG) |

|                                                               |                    |       |                     |                                                                                              |
| 13 oktober WK-kwalificatie № 546 «onderlinge duels» 17:00 uur | Paraguay           | 1 – 1 | Peru                | Estadio Defensores del Chaco, Asunción Toeschouwers: 30.000 Scheidsrechter: Óscar Ruiz (COL) |
| 13 oktober WK-kwalificatie № 546 «onderlinge duels» 17:00 uur | Carlos Paredes 13' |       | 74' Nolberto Solano | Estadio Defensores del Chaco, Asunción Toeschouwers: 30.000 Scheidsrechter: Óscar Ruiz (COL) |

|                                                      |                   |       |          |                                                                                        |
| 17 november WK-kwalificatie № 547 «onderlinge duels» | Uruguay           | 1 – 0 | Paraguay | Estadio Centenario, Montevideo Toeschouwers: 28.000 Scheidsrechter: Carlos Simon (BRA) |
| 17 november WK-kwalificatie № 547 «onderlinge duels» | Paolo Montero 78' |       |          | Estadio Centenario, Montevideo Toeschouwers: 28.000 Scheidsrechter: Carlos Simon (BRA) |

### 2005
|                                                       |                         |       |                 |                                                                                      |
| 19 januari Vriendschappelijk № 548 «onderlinge duels» | Paraguay                | 1 – 1 | Zuid-Korea      | Memorial Coliseum, Los Angeles Toeschouwers: 10.000 Scheidsrechter: Brian Hall (USA) |
| 19 januari Vriendschappelijk № 548 «onderlinge duels» | José Cardozo 45' (pen.) |       | 48' Kim Jin-kyu | Memorial Coliseum, Los Angeles Toeschouwers: 10.000 Scheidsrechter: Brian Hall (USA) |

|                                                       |                   |       |                                        |                                                                                             |
| 23 januari Vriendschappelijk № 549 «onderlinge duels» | Guatemala         | 1 – 2 | Paraguay                               | Memorial Coliseum, Los Angeles Toeschouwers: 7.000 Scheidsrechter: Ricardo Valenzuela (USA) |
| 23 januari Vriendschappelijk № 549 «onderlinge duels» | Andres Rivera 36' |       | 14' Nelson Cuevas 74' Julio dos Santos | Memorial Coliseum, Los Angeles Toeschouwers: 7.000 Scheidsrechter: Ricardo Valenzuela (USA) |

|                                                             |                                                                                                 |       |                                             |                                                                                             |
| 27 maart WK-kwalificatie № 550 «onderlinge duels» 15:00 uur | Ecuador                                                                                         | 5 – 2 | Paraguay                                    | Estadio Olímpico Atahualpa, Quito Toeschouwers: 32.449 Scheidsrechter: Gustavo Méndez (URU) |
| 27 maart WK-kwalificatie № 550 «onderlinge duels» 15:00 uur | Luis Valencia 32' Edison Méndez 45' Edison Méndez 48' Luis Valencia 50' Marlon Ayoví 76' (pen.) |       | 9' (pen.) José Cardozo 14' Salvador Cabañas | Estadio Olímpico Atahualpa, Quito Toeschouwers: 32.449 Scheidsrechter: Gustavo Méndez (URU) |

|                                                   |                                       |       |                      | |
| 30 maart WK-kwalificatie № 551 «onderlinge duels» | Paraguay                              | 2 – 1 | Chili                | Estadio Defensores del Chaco, Asunción Toeschouwers: 10.000 Scheidsrechter: Horacio Elizondo (ARG) |
| 30 maart WK-kwalificatie № 551 «onderlinge duels» | Gustavo Morínigo 37' José Cardozo 59' |       | 72' Mauricio Pinilla | Estadio Defensores del Chaco, Asunción Toeschouwers: 10.000 Scheidsrechter: Horacio Elizondo (ARG) |

|                                                  |                   |       |          |                                                                                        |
| 4 mei Vriendschappelijk № 552 «onderlinge duels» | Ecuador           | 1 – 0 | Paraguay | Giants Stadium, East Rutherford Toeschouwers: 5.000 Scheidsrechter: Terry Vaughn (USA) |
| 4 mei Vriendschappelijk № 552 «onderlinge duels» | Edison Méndez 51' |       |          | Giants Stadium, East Rutherford Toeschouwers: 5.000 Scheidsrechter: Terry Vaughn (USA) |

|                                                 |                                                                        |       |                      |                                                                                           |
| 5 juni WK-kwalificatie № 553 «onderlinge duels» | Brazilië                                                               | 4 – 1 | Paraguay             | Estádio Beira-Rio, Porto Alegre Toeschouwers: 45.000 Scheidsrechter: Martín Vázquez (URU) |
| 5 juni WK-kwalificatie № 553 «onderlinge duels» | Ronaldinho 32' (pen.) Ronaldinho 41' (pen.) Zé Roberto 70' Robinho 82' |       | 72' Roque Santa Cruz | Estádio Beira-Rio, Porto Alegre Toeschouwers: 45.000 Scheidsrechter: Martín Vázquez (URU) |

|                                                 |                                                                                         |       |                     |                                                                                                |
| 8 juni WK-kwalificatie № 554 «onderlinge duels» | Paraguay                                                                                | 4 – 1 | Bolivia             | Estadio Defensores del Chaco, Asunción Toeschouwers: 5.534 Scheidsrechter: Gustavo Brand (VEN) |
| 8 juni WK-kwalificatie № 554 «onderlinge duels» | Carlos Gamarra 17' Roque Santa Cruz 46+' Julio César Cáceres 54' Jorge Martín Núñez 68' |       | 30' Gonzalo Galindo | Estadio Defensores del Chaco, Asunción Toeschouwers: 5.534 Scheidsrechter: Gustavo Brand (VEN) |

|                                                        |                                                          |       |             |                                                                                        |
| 17 augustus Vriendschappelijk № 555 «onderlinge duels» | Paraguay                                                 | 3 – 0 | El Salvador | Estadio Antonio Sarubbi, Ciudad del Este Toeschouwers: 12.000 Scheidsrechter: onbekend |
| 17 augustus Vriendschappelijk № 555 «onderlinge duels» | Edgar Barreto 22' Nelson Valdez 45' Julio dos Santos 75' |       |             | Estadio Antonio Sarubbi, Ciudad del Este Toeschouwers: 12.000 Scheidsrechter: onbekend |

|                                                      |                      |       |            |                                                                                                |
| 3 september WK-kwalificatie № 556 «onderlinge duels» | Paraguay             | 1 – 0 | Argentinië | Estadio Defensores del Chaco, Asunción Toeschouwers: 32.000 Scheidsrechter: Carlos Simon (BRA) |
| 3 september WK-kwalificatie № 556 «onderlinge duels» | Roque Santa Cruz 14' |       |            | Estadio Defensores del Chaco, Asunción Toeschouwers: 32.000 Scheidsrechter: Carlos Simon (BRA) |

|                                                              |           |                   |          | |
| 8 oktober WK-kwalificatie № 557 «onderlinge duels» 17:00 uur | Venezuela | 0 – 1             | Paraguay | Estadio José Pachencho Romero, Maracaibo Toeschouwers: 13.272 Scheidsrechter: Horacio Elizondo (ARG) |
| 8 oktober WK-kwalificatie № 557 «onderlinge duels» 17:00 uur |           | 64' Nelson Valdez |          | Estadio José Pachencho Romero, Maracaibo Toeschouwers: 13.272 Scheidsrechter: Horacio Elizondo (ARG) |

|                                                     |          |                     |          |                                                                                                  |
| 12 oktober WK-kwalificatie № 558 «onderlinge duels» | Paraguay | 0 – 1               | Colombia | Estadio Defensores del Chaco, Asunción Toeschouwers: 12.374 Scheidsrechter: Márcio Rezende (BRA) |
| 12 oktober WK-kwalificatie № 558 «onderlinge duels» |          | 7' Luis Gabriel Rey |          | Estadio Defensores del Chaco, Asunción Toeschouwers: 12.374 Scheidsrechter: Márcio Rezende (BRA) |

|                                                        |                                                      |       |                                                                       |                                                                                  |
| 11 november Vriendschappelijk № 559 «onderlinge duels» | Togo                                                 | 2 – 4 | Paraguay                                                              | Azadi Stadion, Teheran Toeschouwers: onbekend Scheidsrechter: Mohsen Torky (IRI) |
| 11 november Vriendschappelijk № 559 «onderlinge duels» | Cherif-Touré Mamam 32' (pen.) Kodjo Djoumassesse 35' |       | 13' Dante López 51' Dante López 57' Carlos Bonet 66' Julio dos Santos | Azadi Stadion, Teheran Toeschouwers: onbekend Scheidsrechter: Mohsen Torky (IRI) |

### 2006
|                                                              |       |       |          |                                                                                        |
| 1 maart Vriendschappelijk № 560 «onderlinge duels» 20:00 uur | Wales | 0 – 0 | Paraguay | Millennium Stadium, Cardiff Toeschouwers: 12.324 Scheidsrechter: Dougie McDonald (SCO) |
| 1 maart Vriendschappelijk № 560 «onderlinge duels» 20:00 uur |       |       |          | Millennium Stadium, Cardiff Toeschouwers: 12.324 Scheidsrechter: Dougie McDonald (SCO) |

|                                                               |                                      |       |                  |                                                                                   |
| 29 maart Vriendschappelijk № 561 «onderlinge duels» 20:00 uur | Mexico                               | 2 – 1 | Paraguay         | Soldier Field, Chicago Toeschouwers: 46.510 Scheidsrechter: Michael Kennedy (USA) |
| 29 maart Vriendschappelijk № 561 «onderlinge duels» 20:00 uur | Omar Bravo 30' (pen.) Omar Bravo 81' |       | 2' Nelson Cuevas | Soldier Field, Chicago Toeschouwers: 46.510 Scheidsrechter: Michael Kennedy (USA) |

|                                                             |                                     |       |                                      |                                                                                |
| 24 mei Vriendschappelijk № 562 «onderlinge duels» 19:00 uur | Noorwegen                           | 2 – 2 | Paraguay                             | Ullevaal Stadion, Oslo Toeschouwers: 10.227 Scheidsrechter: Pavel Olšiak (SVK) |
| 24 mei Vriendschappelijk № 562 «onderlinge duels» 19:00 uur | Frode Johnsen 22' Frode Johnsen 61' |       | 48' Carlos Gamarra 54' Nelson Valdez | Ullevaal Stadion, Oslo Toeschouwers: 10.227 Scheidsrechter: Pavel Olšiak (SVK) |

|                                                   |                       |       |                  |                                                                            |
| 27 mei Vriendschappelijk № 563 «onderlinge duels» | Denemarken            | 1 – 1 | Paraguay         | NRGi Park, Aarhus Toeschouwers: 20.047 Scheidsrechter: Steve Bennett (ENG) |
| 27 mei Vriendschappelijk № 563 «onderlinge duels» | Jon Dahl Tomasson 51' |       | 20' José Cardozo | NRGi Park, Aarhus Toeschouwers: 20.047 Scheidsrechter: Steve Bennett (ENG) |

|                                                             |                   |       |         |                                                                                       |
| 31 mei Vriendschappelijk № 564 «onderlinge duels» 18:30 uur | Paraguay          | 1 – 0 | Georgië | Stadion Birkenwiese, Dornbirn Toeschouwers: 6.500 Scheidsrechter: Thomas Gangle (AUT) |
| 31 mei Vriendschappelijk № 564 «onderlinge duels» 18:30 uur | Nelson Valdez 37' |       |         | Stadion Birkenwiese, Dornbirn Toeschouwers: 6.500 Scheidsrechter: Thomas Gangle (AUT) |

| WK voetbal 2006 |
| --------------- |

|                                                                 |                          |           |          |                                                                                         |
| 10 juni WK-eindronde Groep B № 565 «onderlinge duels» 15:00 uur | Engeland                 | 1 – 0     | Paraguay | Commerzbank-Arena, Frankfurt Toeschouwers: 48.000 Scheidsrechter: Marco Rodríguez (MEX) |
| 10 juni WK-eindronde Groep B № 565 «onderlinge duels» 15:00 uur | Carlos Gamarra 3' (e.d.) | (details) |          | Commerzbank-Arena, Frankfurt Toeschouwers: 48.000 Scheidsrechter: Marco Rodríguez (MEX) |

|                                                             |                       |       |          |                                                                                 |
| 15 juni WK-eindronde Groep B № 566 «onderlinge duels» 21:00 | Zweden                | 1 – 0 | Paraguay | Olympiastadion, Berlijn Toeschouwers: 72.000 Scheidsrechter: Ľuboš Micheľ (SVK) |
| 15 juni WK-eindronde Groep B № 566 «onderlinge duels» 21:00 | Fredrik Ljungberg 89' |       |          | Olympiastadion, Berlijn Toeschouwers: 72.000 Scheidsrechter: Ľuboš Micheľ (SVK) |

|                                                             |                                           |       |                |                                                                                                 |
| 20 juni WK-eindronde Groep B № 566 «onderlinge duels» 21:00 | Paraguay                                  | 2 – 0 | Trinidad en T. | Fritz Walter Stadion, Kaiserslautern Toeschouwers: 46.000 Scheidsrechter: Roberto Rosetti (ITA) |
| 20 juni WK-eindronde Groep B № 566 «onderlinge duels» 21:00 | Brent Sancho 25' (e.d.) Nelson Cuevas 86' |       |                | Fritz Walter Stadion, Kaiserslautern Toeschouwers: 46.000 Scheidsrechter: Roberto Rosetti (ITA) |

|  |  |  |  |  |  |  |  |  |

|                                                      |                  |       |                              |                                                                                     |
| 7 oktober Vriendschappelijk № 567 «onderlinge duels» | Australië        | 1 – 1 | Paraguay                     | Suncorp Stadium, Brisbane Toeschouwers: 47.609 Scheidsrechter: Joji Kashihara (JPN) |
| 7 oktober Vriendschappelijk № 567 «onderlinge duels» | Tony Popovic 88' |       | 90' (e.d.) Michael Beauchamp | Suncorp Stadium, Brisbane Toeschouwers: 47.609 Scheidsrechter: Joji Kashihara (JPN) |

|                                                        |                                                             |       |                                        |                                                                                            |
| 15 november Vriendschappelijk № 568 «onderlinge duels» | Chili                                                       | 3 – 2 | Paraguay                               | Estadio Sausalito, Viña del Mar Toeschouwers: 15.000 Scheidsrechter: Héctor Baldassi (ARG) |
| 15 november Vriendschappelijk № 568 «onderlinge duels» | Waldo Ponce 39' Jorge Valdivia 50' Luis Figueroa 62' (pen.) |       | 67' Mario Giménez 68' Cristián Riveros | Estadio Sausalito, Viña del Mar Toeschouwers: 15.000 Scheidsrechter: Héctor Baldassi (ARG) |

### 2007
|                                                     |                                       |       |                      |                                                                                             |
| 25 maart Vriendschappelijk № 569 «onderlinge duels» | Mexico                                | 2 – 1 | Paraguay             | Estadio Universitario, San Nicolás Toeschouwers: onbekend Scheidsrechter: José Pineda (HON) |
| 25 maart Vriendschappelijk № 569 «onderlinge duels» | Jared Borgetti 32' Jared Borgetti 81' |       | 89' Roque Santa Cruz | Estadio Universitario, San Nicolás Toeschouwers: onbekend Scheidsrechter: José Pineda (HON) |

|                                                     |                                             |       |          |                                                                                       |
| 28 maart Vriendschappelijk № 570 «onderlinge duels» | Colombia                                    | 2 – 0 | Paraguay | Estadio El Campín, Bogotá Toeschouwers: 32.000 Scheidsrechter: Mauricio Reinoso (ECU) |
| 28 maart Vriendschappelijk № 570 «onderlinge duels» | Aquivaldo Mosquera 32' Álvaro Domínguez 86' |       |          | Estadio El Campín, Bogotá Toeschouwers: 32.000 Scheidsrechter: Mauricio Reinoso (ECU) |

|                                                             |            |       |          |                                                                                      |
| 2 juni Vriendschappelijk № 571 «onderlinge duels» 17:00 uur | Oostenrijk | 0 – 0 | Paraguay | Gerhard-Hanappi-Stadion, Wenen Toeschouwers: 12.700 Scheidsrechter: Ivan Bebek (CRO) |
| 2 juni Vriendschappelijk № 571 «onderlinge duels» 17:00 uur |            |       |          | Gerhard-Hanappi-Stadion, Wenen Toeschouwers: 12.700 Scheidsrechter: Ivan Bebek (CRO) |

|                                                   |        |                   |          |                                                                                          |
| 6 juni Vriendschappelijk № 572 «onderlinge duels» | Mexico | 0 – 1             | Paraguay | Estadio Azteca, Mexico-Stad Toeschouwers: onbekend Scheidsrechter: Jorge Larrionda (URU) |
| 6 juni Vriendschappelijk № 572 «onderlinge duels» |        | 88' Óscar Cardozo |          | Estadio Azteca, Mexico-Stad Toeschouwers: onbekend Scheidsrechter: Jorge Larrionda (URU) |

|                                                    |         |       |          |                                                                                                 |
| 20 juni Vriendschappelijk № 573 «onderlinge duels» | Bolivia | 0 – 0 | Paraguay | Estadio Ramón Aguilera, Santa Cruz Toeschouwers: 38.000 Scheidsrechter: Joaquín Antequera (BOL) |
| 20 juni Vriendschappelijk № 573 «onderlinge duels» |         |       |          | Estadio Ramón Aguilera, Santa Cruz Toeschouwers: 38.000 Scheidsrechter: Joaquín Antequera (BOL) |

| Copa América |
| ------------ |

|                                                                 | |       |          |                                                                                                |
| 28 juni Copa América Groep C № 574 «onderlinge duels» 18:35 uur | Paraguay                                                                                                 | 5 – 0 | Colombia | Estadio Pachencho Romero, Maracaibo Toeschouwers: 34.500 Scheidsrechter: Jorge Larrionda (URU) |
| 28 juni Copa América Groep C № 574 «onderlinge duels» 18:35 uur | Roque Santa Cruz 30' Roque Santa Cruz 46' Roque Santa Cruz 80' Salvador Cabañas 84' Salvador Cabañas 88' |       |          | Estadio Pachencho Romero, Maracaibo Toeschouwers: 34.500 Scheidsrechter: Jorge Larrionda (URU) |

|                                                                |                   |       |                                                          |                                                                                              |
| 2 juli Copa América Groep C № 575 «onderlinge duels» 18:30 uur | Verenigde Staten  | 1 – 3 | Paraguay                                                 | Estadio Pachencho Romero, Maracaibo Toeschouwers: 28.200 Scheidsrechter: Victor Rivera (PER) |
| 2 juli Copa América Groep C № 575 «onderlinge duels» 18:30 uur | Ricardo Clark 40' |       | 29' Edgar Barreto 55' Óscar Cardozo 90' Salvador Cabañas | Estadio Pachencho Romero, Maracaibo Toeschouwers: 28.200 Scheidsrechter: Victor Rivera (PER) |

|                                                                |                       |       |          |                                                                                                |
| 5 juli Copa América Groep C № 576 «onderlinge duels» 20:45 uur | Argentinië            | 1 – 0 | Paraguay | Estadio Metropolitano, Barquisimeto Toeschouwers: 37.500 Scheidsrechter: Jorge Larrionda (URU) |
| 5 juli Copa América Groep C № 576 «onderlinge duels» 20:45 uur | Javier Mascherano 79' |       |          | Estadio Metropolitano, Barquisimeto Toeschouwers: 37.500 Scheidsrechter: Jorge Larrionda (URU) |

|                                                                     | |       |          |                                                                                                   |
| 8 juli Copa América Kwartfinales № 577 «onderlinge duels» 16:05 uur | Mexico | 6 – 0 | Paraguay | Estadio Monumental de Maturín, Maturín Toeschouwers: 52.000 Scheidsrechter: Sergio Pezzotta (ARG) |
| 8 juli Copa América Kwartfinales № 577 «onderlinge duels» 16:05 uur | Nery Castillo 5' (pen.) Gerardo Torrado 27' Nery Castillo 39' Fernando Arce 79' Cuauhtémoc Blanco 87' (pen.) Omar Bravo 90+1' |       |          | Estadio Monumental de Maturín, Maturín Toeschouwers: 52.000 Scheidsrechter: Sergio Pezzotta (ARG) |

|  |  |  |  |  |  |  |  |  |

|                                                        |                        |       |           | |
| 22 augustus Vriendschappelijk № 578 «onderlinge duels» | Paraguay               | 1 – 1 | Venezuela | Estadio Antonio Aranda, Ciudad del Este Toeschouwers: 35.000 Scheidsrechter: Héctor Baldassi (ARG) |
| 22 augustus Vriendschappelijk № 578 «onderlinge duels» | Alejandro Da Silva 25' |       | 58' Miku  | Estadio Antonio Aranda, Ciudad del Este Toeschouwers: 35.000 Scheidsrechter: Héctor Baldassi (ARG) |

|                                                        |                                                                   |       |                                           | |
| 8 september Vriendschappelijk № 579 «onderlinge duels» | Venezuela                                                         | 3 – 2 | Paraguay                                  | Estadio Polideportivo Cachamay, Ciudad Guayana Toeschouwers: 35.000 Scheidsrechter: Carlos López (COL) |
| 8 september Vriendschappelijk № 579 «onderlinge duels» | Daniel Arismendi 67' Giancarlo Maldonado 76' Alejandro Guerra 90' |       | 37' Cristian Riveros 65' Cristian Riveros | Estadio Polideportivo Cachamay, Ciudad Guayana Toeschouwers: 35.000 Scheidsrechter: Carlos López (COL) |

|                                                         |                    |       |          |                                                                                     |
| 12 september Vriendschappelijk № 580 «onderlinge duels» | Colombia           | 1 – 0 | Paraguay | Estadio El Campín, Bogotá Toeschouwers: 10.000 Scheidsrechter: Georges Bucley (PER) |
| 12 september Vriendschappelijk № 580 «onderlinge duels» | Wason Rentería 37' |       |          | Estadio El Campín, Bogotá Toeschouwers: 10.000 Scheidsrechter: Georges Bucley (PER) |

|                                                               |      |       |          |                                                                                      |
| 13 oktober WK-kwalificatie № 581 «onderlinge duels» 20:00 uur | Peru | 0 – 0 | Paraguay | Estadio Monumental "U", Lima Toeschouwers: 50.000 Scheidsrechter: Carlos Simon (BRA) |
| 13 oktober WK-kwalificatie № 581 «onderlinge duels» 20:00 uur |      |       |          | Estadio Monumental "U", Lima Toeschouwers: 50.000 Scheidsrechter: Carlos Simon (BRA) |

|                                                     |                   |       |         |                                                                                                   |
| 17 oktober WK-kwalificatie № 582 «onderlinge duels» | Paraguay          | 1 – 0 | Uruguay | Estadio Defensores del Chaco, Asunción Toeschouwers: 23.200 Scheidsrechter: Héctor Baldassi (ARG) |
| 17 oktober WK-kwalificatie № 582 «onderlinge duels» | Nelson Valdez 15' |       |         | Estadio Defensores del Chaco, Asunción Toeschouwers: 23.200 Scheidsrechter: Héctor Baldassi (ARG) |

|                                                                |                                                                                                  |       |                   |                                                                                               |
| 17 november WK-kwalificatie № 583 «onderlinge duels» 20:10 uur | Paraguay                                                                                         | 5 – 1 | Ecuador           | Estadio Defensores del Chaco, Asunción Toeschouwers: 25.433 Scheidsrechter: Heber Lopes (BRA) |
| 17 november WK-kwalificatie № 583 «onderlinge duels» 20:10 uur | Nelson Valdez 8' Cristian Riveros 26' Roque Santa Cruz 50' Néstor Ayala 82' Cristian Riveros 87' |       | 79' Iván Kaviedes | Estadio Defensores del Chaco, Asunción Toeschouwers: 25.433 Scheidsrechter: Heber Lopes (BRA) |

|                                                      |       |                                                            |          |                                                                                  |
| 21 november WK-kwalificatie № 584 «onderlinge duels» | Chili | 0 – 3                                                      | Paraguay | Estadio Nacional, Santiago Toeschouwers: 52.320 Scheidsrechter: Óscar Ruiz (COL) |
| 21 november WK-kwalificatie № 584 «onderlinge duels» |       | 24' Salvador Cabañas 45' Paulo da Silva 57' Paulo da Silva |          | Estadio Nacional, Santiago Toeschouwers: 52.320 Scheidsrechter: Óscar Ruiz (COL) |

### 2008
|                                                                 |                                    |       |          | |
| 6 februari Vriendschappelijk № 585 «onderlinge duels» 20:00 uur | Honduras                           | 2 – 0 | Paraguay | Estadio Olímpico Metropolitano, San Pedro Sula Toeschouwers: onbekend Scheidsrechter: Edgard Rodríguez (POR) |
| 6 februari Vriendschappelijk № 585 «onderlinge duels» 20:00 uur | Amado Guevara 47' Carlo Costly 54' |       |          | Estadio Olímpico Metropolitano, San Pedro Sula Toeschouwers: onbekend Scheidsrechter: Edgard Rodríguez (POR) |

|                                                               |                                                               |       |          |                                                                                        |
| 26 maart Vriendschappelijk № 586 «onderlinge duels» 18:00 uur | Zuid-Afrika                                                   | 3 – 0 | Paraguay | Super Stadium, Atteridgeville Toeschouwers: 15.000 Scheidsrechter: Lim Kee Chong (MRT) |
| 26 maart Vriendschappelijk № 586 «onderlinge duels» 18:00 uur | Surprise Moriri 30' Benny McCarthy 46' Siphiwe Tshabalala 63' |       |          | Super Stadium, Atteridgeville Toeschouwers: 15.000 Scheidsrechter: Lim Kee Chong (MRT) |

|                                                     |                   |       |                     |                                                                                       |
| 22 mei Kirin Cup № 587 «onderlinge duels» 18:00 uur | Ivoorkust         | 1 – 1 | Paraguay            | Nissan Stadion, Yokohama Toeschouwers: 5.197 Scheidsrechter: Kazuhiko Matsumura (JPN) |
| 22 mei Kirin Cup № 587 «onderlinge duels» 18:00 uur | Kandia Traoré 73' |       | 78' Cristian Bogado | Nissan Stadion, Yokohama Toeschouwers: 5.197 Scheidsrechter: Kazuhiko Matsumura (JPN) |

|                                                     |       |       |          |                                                                                 |
| 27 mei Kirin Cup № 588 «onderlinge duels» 18:00 uur | Japan | 0 – 0 | Paraguay | Saitama Stadion, Saitama Toeschouwers: 27.998 Scheidsrechter: Paulo Costa (POR) |
| 27 mei Kirin Cup № 588 «onderlinge duels» 18:00 uur |       |       |          | Saitama Stadion, Saitama Toeschouwers: 27.998 Scheidsrechter: Paulo Costa (POR) |

|                                                             |           |       |          |                                                                                    |
| 31 mei Vriendschappelijk № 589 «onderlinge duels» 20:00 uur | Frankrijk | 0 – 0 | Paraguay | Stade Municipal, Toulouse Toeschouwers: 33.418 Scheidsrechter: Pedro Proença (POR) |
| 31 mei Vriendschappelijk № 589 «onderlinge duels» 20:00 uur |           |       |          | Stade Municipal, Toulouse Toeschouwers: 33.418 Scheidsrechter: Pedro Proença (POR) |

|                                                            |                                           |       |          |                                                                                                   |
| 15 juni WK-kwalificatie № 590 «onderlinge duels» 20:00 uur | Paraguay                                  | 2 – 0 | Brazilië | Estadio Defensores del Chaco, Asunción Toeschouwers: 38.000 Scheidsrechter: Jorge Larrionda (URU) |
| 15 juni WK-kwalificatie № 590 «onderlinge duels» 20:00 uur | Roque Santa Cruz 26' Salvador Cabañas 49' |       |          | Estadio Defensores del Chaco, Asunción Toeschouwers: 38.000 Scheidsrechter: Jorge Larrionda (URU) |

|                                                  |                                                                            |       |                                        |                                                                                          |
| 18 juni WK-kwalificatie № 591 «onderlinge duels» | Bolivia                                                                    | 4 – 2 | Paraguay                               | Estadio Hernando Siles, La Paz Toeschouwers: 8.561 Scheidsrechter: Leonardo Gaciba (BRA) |
| 18 juni WK-kwalificatie № 591 «onderlinge duels» | Joaquín Botero 23' Ronald García 25' Joaquín Botero 70' Marcelo Moreno 76' |       | 66' Roque Santa Cruz 82' Nelson Valdez | Estadio Hernando Siles, La Paz Toeschouwers: 8.561 Scheidsrechter: Leonardo Gaciba (BRA) |

|                                                                  |                      |       |                     |                                                                                  |
| 20 augustus Vriendschappelijk № 592 «onderlinge duels» 18:00 uur | Saoedi-Arabië        | 1 – 1 | Paraguay            | Centre Sportif de Colovray, Nyon Toeschouwers: onbekend Scheidsrechter: onbekend |
| 20 augustus Vriendschappelijk № 592 «onderlinge duels» 18:00 uur | Faisal Al-Sultan 77' |       | 9' Cristian Riveros | Centre Sportif de Colovray, Nyon Toeschouwers: onbekend Scheidsrechter: onbekend |

|                                                                |                |       |                           |                                                                                          |
| 6 september WK-kwalificatie № 593 «onderlinge duels» 20:00 uur | Argentinië     | 1 – 1 | Paraguay                  | Estadio Monumental, Buenos Aires Toeschouwers: 46.250 Scheidsrechter: Carlos Simon (BRA) |
| 6 september WK-kwalificatie № 593 «onderlinge duels» 20:00 uur | Kun Agüero 60' |       | 13' (e.d.) Gabriel Heinze | Estadio Monumental, Buenos Aires Toeschouwers: 46.250 Scheidsrechter: Carlos Simon (BRA) |

|                                                                |                                         |       |           |                                                                                                   |
| 9 september WK-kwalificatie № 594 «onderlinge duels» 20:00 uur | Paraguay                                | 2 – 0 | Venezuela | Estadio Defensores del Chaco, Asunción Toeschouwers: 31.867 Scheidsrechter: Héctor Baldassi (ARG) |
| 9 september WK-kwalificatie № 594 «onderlinge duels» 20:00 uur | Cristian Riveros 28' Nelson Valdez 45+' |       |           | Estadio Defensores del Chaco, Asunción Toeschouwers: 31.867 Scheidsrechter: Héctor Baldassi (ARG) |

|                                                               |          |                     |          |                                                                                   |
| 11 oktober WK-kwalificatie № 595 «onderlinge duels» 18:20 uur | Colombia | 0 – 1               | Paraguay | Estadio El Campín, Bogota Toeschouwers: 26.000 Scheidsrechter: Pablo Lunati (ARG) |
| 11 oktober WK-kwalificatie № 595 «onderlinge duels» 18:20 uur |          | 9' Salvador Cabañas |          | Estadio El Campín, Bogota Toeschouwers: 26.000 Scheidsrechter: Pablo Lunati (ARG) |

|                                                               |                   |       |      |                                                                                                   |
| 15 oktober WK-kwalificatie № 596 «onderlinge duels» 17:10 uur | Paraguay          | 1 – 0 | Peru | Estadio Defensores del Chaco, Asunción Toeschouwers: 31.545 Scheidsrechter: Sálvio Fagundes (BRA) |
| 15 oktober WK-kwalificatie № 596 «onderlinge duels» 17:10 uur | Óscar Cardozo 81' |       |      | Estadio Defensores del Chaco, Asunción Toeschouwers: 31.545 Scheidsrechter: Sálvio Fagundes (BRA) |

|                                                                  |      |                   |          |                                                                                      |
| 19 november Vriendschappelijk № 597 «onderlinge duels» 17:30 uur | Oman | 0 – 1             | Paraguay | Sultan Qaboos Sports Complex, Masqat Toeschouwers: onbekend Scheidsrechter: onbekend |
| 19 november Vriendschappelijk № 597 «onderlinge duels» 17:30 uur |      | 36' Óscar Cardozo |          | Sultan Qaboos Sports Complex, Masqat Toeschouwers: onbekend Scheidsrechter: onbekend |

### 2009
|                                                        |      |                      |          |                                                                                                 |
| 11 februari Vriendschappelijk № 598 «onderlinge duels» | Peru | 0 – 1                | Paraguay | Estadio Alejandro Villanueva, Lima Toeschouwers: onbekend Scheidsrechter: Georges Buckley (PER) |
| 11 februari Vriendschappelijk № 598 «onderlinge duels» |      | 19' Cristian Riveros |          | Estadio Alejandro Villanueva, Lima Toeschouwers: onbekend Scheidsrechter: Georges Buckley (PER) |

|                                                   |                                   |       |          |                                                                                        |
| 28 maart WK-kwalificatie № 599 «onderlinge duels» | Uruguay                           | 2 – 0 | Paraguay | Estadio Centenario, Montevideo Toeschouwers: 45.000 Scheidsrechter: Carlos Simon (BRA) |
| 28 maart WK-kwalificatie № 599 «onderlinge duels» | Diego Forlán 29' Diego Lugano 57' |       |          | Estadio Centenario, Montevideo Toeschouwers: 45.000 Scheidsrechter: Carlos Simon (BRA) |

|                                                            |                     |       |                     |                                                                                            |
| 1 april WK-kwalificatie № 600 «onderlinge duels» 16:20 uur | Ecuador             | 1 – 1 | Paraguay            | Estadio Olímpico Atahualpa, Quito Toeschouwers: 36.853 Scheidsrechter: Wilmar Roldán (COL) |
| 1 april WK-kwalificatie № 600 «onderlinge duels» 16:20 uur | Christian Noboa 63' |       | 90+3' Edgar Benítez | Estadio Olímpico Atahualpa, Quito Toeschouwers: 36.853 Scheidsrechter: Wilmar Roldán (COL) |

|                                                 |          |                                         |       |                                                                                                   |
| 6 juni WK-kwalificatie № 601 «onderlinge duels» | Paraguay | 0 – 2                                   | Chili | Estadio Defensores del Chaco, Asunción Toeschouwers: 34.000 Scheidsrechter: Sergio Pezzotta (ARG) |
| 6 juni WK-kwalificatie № 601 «onderlinge duels» |          | 13' Matías Fernández 51' Humberto Suazo |       | Estadio Defensores del Chaco, Asunción Toeschouwers: 34.000 Scheidsrechter: Sergio Pezzotta (ARG) |

|                                                  |                        |       |                      |                                                                              |
| 11 juni WK-kwalificatie № 602 «onderlinge duels» | Brazilië               | 2 – 1 | Paraguay             | Estádio Arruda, Recife Toeschouwers: 56.682 Scheidsrechter: Óscar Ruiz (COL) |
| 11 juni WK-kwalificatie № 602 «onderlinge duels» | Robinho 41' Nilmar 50' |       | 25' Salvador Cabañas | Estádio Arruda, Recife Toeschouwers: 56.682 Scheidsrechter: Óscar Ruiz (COL) |

|                                                        |                     |       |          |                                                                                       |
| 12 augustus Vriendschappelijk № 603 «onderlinge duels» | Zuid-Korea          | 1 – 0 | Paraguay | Seoul World Cupstadion, Seoul Toeschouwers: 22.631 Scheidsrechter: Masaaki Toma (JPN) |
| 12 augustus Vriendschappelijk № 603 «onderlinge duels» | Park Chul-Hyung 83' |       |          | Seoul World Cupstadion, Seoul Toeschouwers: 22.631 Scheidsrechter: Masaaki Toma (JPN) |

|                                                      |                               |       |         |                                                                                                   |
| 5 september WK-kwalificatie № 604 «onderlinge duels» | Paraguay                      | 1 – 0 | Bolivia | Estadio Defensores del Chaco, Asunción Toeschouwers: 25.094 Scheidsrechter: Víctor Carrillo (PER) |
| 5 september WK-kwalificatie № 604 «onderlinge duels» | Salvador Cabañas 45+1' (pen.) |       |         | Estadio Defensores del Chaco, Asunción Toeschouwers: 25.094 Scheidsrechter: Víctor Carrillo (PER) |

|                                                      |                   |       |            |                                                                                                   |
| 9 september WK-kwalificatie № 605 «onderlinge duels» | Paraguay          | 1 – 0 | Argentinië | Estadio Defensores del Chaco, Asunción Toeschouwers: 38.000 Scheidsrechter: Sálvio Fagundes (BRA) |
| 9 september WK-kwalificatie № 605 «onderlinge duels» | Nelson Valdez 28' |       |            | Estadio Defensores del Chaco, Asunción Toeschouwers: 38.000 Scheidsrechter: Sálvio Fagundes (BRA) |

|                                                               |                      |       |                                        |                                                                                                 |
| 10 oktober WK-kwalificatie № 606 «onderlinge duels» 17:30 uur | Venezuela            | 1 – 2 | Paraguay                               | Estadio Polideportivo, Ciudad Guayana Toeschouwers: 41.680 Scheidsrechter: Carlos Chandía (CHI) |
| 10 oktober WK-kwalificatie № 606 «onderlinge duels» 17:30 uur | Alexander Rondón 86' |       | 56' Salvador Cabañas 80' Óscar Cardozo | Estadio Polideportivo, Ciudad Guayana Toeschouwers: 41.680 Scheidsrechter: Carlos Chandía (CHI) |

|                                                               |          |                                     |          | |
| 14 oktober WK-kwalificatie № 607 «onderlinge duels» 20:00 uur | Paraguay | 0 – 2                               | Colombia | Estadio Defensores del Chaco, Asunción Toeschouwers: 17.503 Scheidsrechter: Paulo de Oliveira (BRA) |
| 14 oktober WK-kwalificatie № 607 «onderlinge duels» 20:00 uur |          | 61' Adrián Ramos 80' Hugo Rodallega |          | Estadio Defensores del Chaco, Asunción Toeschouwers: 17.503 Scheidsrechter: Paulo de Oliveira (BRA) |

|                                                                 |                                         |       |                 |                                                                                             |
| 4 november Vriendschappelijk № 608 «onderlinge duels» 22:30 uur | Chili                                   | 2 – 1 | Paraguay        | Estadio Las Higueras, Talcahuano Toeschouwers: 10.500 Scheidsrechter: Héctor Baldassi (ARG) |
| 4 november Vriendschappelijk № 608 «onderlinge duels» 22:30 uur | Renato González 73' Esteban Paredes 93' |       | 69' Luis Cabral | Estadio Las Higueras, Talcahuano Toeschouwers: 10.500 Scheidsrechter: Héctor Baldassi (ARG) |

|                                                                  |          |                                 |       |                                                                                         |
| 13 november Vriendschappelijk № 609 «onderlinge duels» 20:00 uur | Paraguay | 0 – 2                           | Qatar | Stade Robert Diochon, Rouen Toeschouwers: onbekend Scheidsrechter: Mickaël Lesage (FRA) |
| 13 november Vriendschappelijk № 609 «onderlinge duels» 20:00 uur |          | 57' Fábio César 81' Fábio César |       | Stade Robert Diochon, Rouen Toeschouwers: onbekend Scheidsrechter: Mickaël Lesage (FRA) |

|                                                                  |           |       |          |                                                                                            |
| 18 november Vriendschappelijk № 610 «onderlinge duels» 20:45 uur | Nederland | 0 – 0 | Paraguay | Abe Lenstra Stadion, Heerenveen Toeschouwers: 25.000 Scheidsrechter: Vladimir Hriňák (SVK) |
| 18 november Vriendschappelijk № 610 «onderlinge duels» 20:45 uur |           |       |          | Abe Lenstra Stadion, Heerenveen Toeschouwers: 25.000 Scheidsrechter: Vladimir Hriňák (SVK) |

APF · A-internationals · Selecties · Bondscoaches · Paraguayaans vrouwenelftal · Paraguay U21 · Paraguay U20 · Paraguay U19 · Paraguay U18 · Paraguay U17
1919 – 1929 · 
1930 – 1939 · 
1940 – 1949 · 
1950 – 1959 · 
1960 – 1969 · 
1970 – 1979 · 
1980 – 1989 · 
1990 – 1999 · 
2000 – 2009 · 
2010 – 2019 ·
2020 − 2029
WK 1930 · 
WK 1950 · 
WK 1958 · 
WK 1986 · 
WK 1998 · 
WK 2002 · 
WK 2006 · 
WK 2010
OS 1992 · 
OS 2004
1919 · 
1920 · 
1921 · 
1922 · 
1923 · 
1924 · 
1925 · 
1926 · 
1927 · 
1928 · 
1929 · 
1930 · 
1931 · 
1932–1936 · 
1937 · 
1938 · 
1939 · 
1940 · 
1941 · 
1942 · 
1943 · 
1944 · 
1945 · 
1946 · 
1947 · 
1948 · 
1949 · 
1950 · 
1951–1952 · 
1953 · 
1954 · 
1955 · 
1956 · 
1957 · 
1958 · 
1959 · 
1960 · 
1961 · 
1962 · 
1963 · 
1964 · 
1965 · 
1966 · 
1967 · 
1968 · 
1969 · 
1970 · 
1971 · 
1972 · 
1973 · 
1974 · 
1975 · 
1976 · 
1977 · 
1978 · 
1979 · 
1980 · 
1981 · 
1982 · 
1983 · 
1984 · 
1985 · 
1986 · 
1987 · 
1988 · 
1989 · 
1990 · 
1991 · 
1992 · 
1993 · 
1994 · 
1995 · 
1996 · 
1997 · 
1998 · 
1999 · 
2000 · 
2001 · 
2002 · 
2003 · 
2004 · 
2005 · 
2006 · 
2007 · 
2008 · 
2009 · 
2010 · 
2011 · 
2012 · 
2013 · 
2014 · 
2015 · 
2016 ·
2017 ·
2018 ·
2019 ·
2020 ·
2021 ·
2022
Argentinië ·
Armenië ·
Australië ·
Bahrein ·
België ·
Bolivia ·
Bosnië en Herzegovina · 
Brazilië ·
Bulgarije ·
Canada ·
Chili ·
China ·
Colombia ·
Costa Rica ·
Denemarken ·
Duitsland ·
Ecuador ·
El Salvador ·
Engeland ·
Frankrijk ·
Georgië ·
Griekenland ·
Guadeloupe ·
Guatemala ·
Honduras ·
Hongarije ·
Hongkong ·
Ierland ·
Indonesië ·
Irak ·
Iran ·
Italië ·
Ivoorkust ·
Jamaica ·
Japan ·
Joegoslavië ·
Jordanië ·
Kameroen ·
Marokko ·
Mexico ·
Nederland ·
Nicaragua ·
Nieuw-Zeeland ·
Nigeria ·
Noord-Korea ·
Noord-Macedonië ·
Noorwegen ·
Oman ·
Oostenrijk ·
Panama ·
Peru ·
Polen ·
Portugal ·
Qatar ·
Roemenië ·
Saoedi-Arabië ·
Schotland ·
Servië ·
Slovenië ·
Slowakije ·
Spanje ·
Togo ·
Trinidad en Tobago ·
Tsjechië ·
Turkije ·
Uruguay ·
Venezuela ·
Verenigde Arabische Emiraten ·
Verenigde Staten ·
Wales ·
Zuid-Afrika ·
Zuid-Korea ·
Zweden
Engeland (2006) · 
Italië (2010) · 
Slovenië (2002) · 
Spanje (2002) · 
Trinidad en Tobago (2006) · 
Zuid-Afrika (2002) · 
Zweden (2006)
AFC-zone: Afghanistan · Australië · Bahrein · Bangladesh · Bhutan · Brunei · Cambodja · China · Filipijnen · Guam · Hongkong · India · Indonesië · Iran · Irak · Japan · Jemen · Jordanië · Koeweit · Kirgizië · Laos · Libanon · Macau · Maleisië · Maldiven · Mongolië · Myanmar · Nepal · Noord-Korea · Oezbekistan · Oman · Oost-Timor · Pakistan · Palestina · Qatar · Saoedi-Arabië · Singapore · Sri Lanka · Syrië · Tadzjikistan · Taiwan · Thailand · Turkmenistan · Verenigde Arabische Emiraten · Vietnam · Zuid-Korea

CAF-zone: Algerije · Angola · Benin · Botswana · Burkina Faso · Burundi · Centraal-Afrikaanse Republiek · Comoren · Congo-Brazzaville · Congo-Kinshasa · Djibouti · Egypte · Equatoriaal-Guinea · Eritrea · Ethiopië · Gabon · Gambia · Ghana · Guinee · Guinee-Bissau · Ivoorkust · Kaapverdië · Kameroen · Kenia · Lesotho · Liberia · Libië · Madagaskar · Malawi · Mali  ·Mauritanië · Mauritius · Marokko · Mozambique · Namibië · Niger · Nigeria · Oeganda · Rwanda · Sao Tomé en Principe · Senegal · Seychellen · Sierra Leone · Soedan · Somalië · Swaziland · Tanzania · Togo · Tsjaad · Tunesië · Zambia · Zimbabwe · Zuid-Afrika

CONCACAF-zone: Amerikaanse Maagdeneilanden · Anguilla · Antigua en Barbuda · Aruba · Bahama's · Barbados · Belize · Bermuda · Britse Maagdeneilanden · Canada · Kaaimaneilanden · Costa Rica · Cuba · Dominica · Dominicaanse Republiek · El Salvador · Frans Guyana · Grenada · Guadeloupe · Guatemala · Guyana · Haïti · Honduras · Jamaica · Martinique · Mexico · Montserrat · 
Nicaragua · Panama · Puerto Rico · Saint Kitts en Nevis · Saint Lucia · Saint Vincent en de Grenadines · Sint Maarten · Suriname · Trinidad en Tobago · Turks- en Caicoseilanden · Verenigde Staten

CONMEBOL-zone: Argentinië · Bolivia · Brazilië · Chili · Colombia · Ecuador · Paraguay · Peru · Uruguay · Venezuela

OFC-zone: Amerikaans-Samoa · Cookeilanden · Fiji · Nieuw-Caledonië · Nieuw-Zeeland · Papoea-Nieuw-Guinea · Samoa · Salomoneilanden · Tahiti · Tonga · Vanuatu

UEFA-zone: Albanië · Andorra · Armenië · Azerbeidzjan · België · Bosnië en Herzegovina · Bulgarije · Cyprus · Denemarken · Duitsland · Engeland · Estland · Faeröer · Finland · Frankrijk · Georgië · Griekenland · Hongarije · IJsland · Ierland · Israël · Italië · Kazachstan · Kroatië · Letland · Liechtenstein · Litouwen · Luxemburg · Macedonië · Malta · Moldavië · Montenegro · Nederland · Noord-Ierland · Noorwegen · Oekraïne · Oostenrijk · Polen · Portugal · Roemenië · Rusland · San Marino · Schotland · Servië · Servië en Montenegro · Slovenië · Slowakije · Spanje · Tsjechië · Turkije · Wales · Wit-Rusland · Zweden · Zwitserland